# Opisthacanthus autanensis
Espèce
Opisthacanthus autanensis est une espèce de scorpions de la famille des Hormuridae.

## Distribution
Cette espèce est endémique de l'État d'Amazonas au Venezuela. Elle se rencontre vers Atures.

## Étymologie
Son nom d'espèce, composé de autan[a] et du suffixe latin -ensis, « qui vit dans, qui habite », lui a été donné en référence au lieu de sa découverte, le río Autana.

## Publication originale
- González-Sponga, 2004 : Arácnidos de Venezuela. Opisthacanthus autanensis una nueva especie del género Opisthcanthus (Scorpiones: Ischnuridae). Boletín de la Academia de Ciencias Físicas, Matemáticas y Naturales, vol. 64, no 1/2, p. 9-16.